# Fritz Mayr (Musiker)
Fritz Mayr (* 1. März 1940; † 5. Dezember 2020) war ein bayrischer Volksmusiker und Komponist und 28 Jahre lang Leiter der Volksmusik-Abteilung beim Bayerischen Rundfunk.
Er stammte aus Au bei Aibling und war bekannt als Maultrommelspieler. Dabei wurde er von seinem Bruder Helmuth Mayr unterstützt und begleitet.

## Tonträger
Gebrüder Mayr, Volksmusik auf der Maultrommel, Vinyl-Schallplatte
Warum Engl im Himmel Maultrommel spuin … Ein Märchen auf Bairisch von und mit Fritz Mayr, BR-media (Bogner Records)

## Musikeditionen (gedruckt)
- Fritz Mayr, Helmuth Mayr, Musizieren auf der Maultrommel, Preissler, JP6187
- Fritz Mayr, Birkensteiner Messe. Im alpenländischen Stil für drei Singstimmen. Orgelsatz Hubert Huber (Erstaufführung am 31. Juli 2016 in Birkenstein)

## Gedenksendung
- 2020: BR Heimat: Bethlehem ist auch bei uns… Adventliche Lieder und Musik zur Erinnerung an Fritz Mayr, ehem. Leiter der Abteilung Volksmusik im BR